# Ga Shin-Aomori

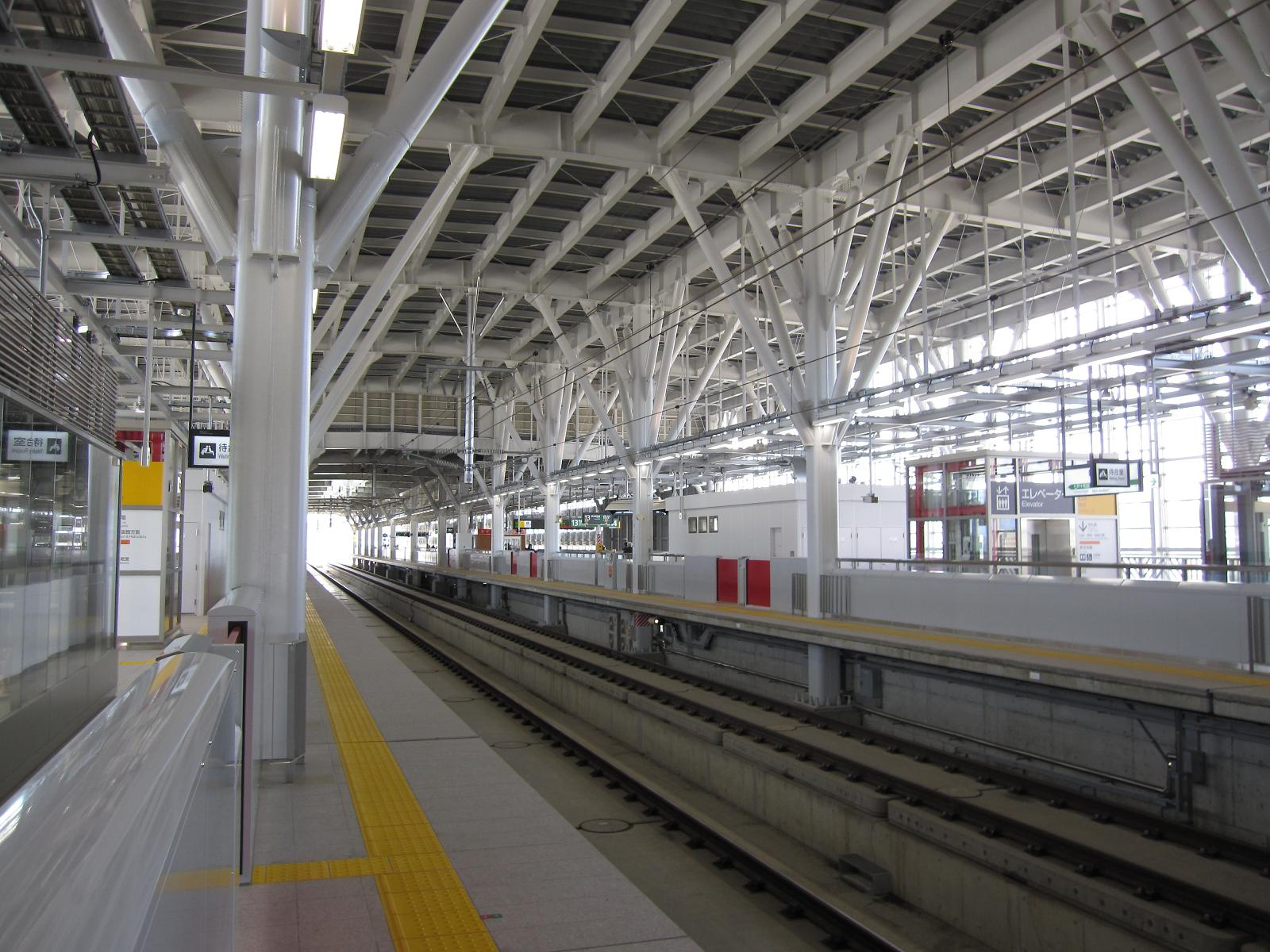
Bố trí ga Tōhoku Shinkansen

Ga Shin-Aomori (新青森駅 Shin-Aomori eki) là một nhà ga xe lửa tại Aomori, Nhật Bản.

## trạm cấu trúc

#### Bố trí ga
| Số tàu                               | Tuyến                                   | Đích đến                                         |
| ------------------------------------ | --------------------------------------- | ------------------------------------------------ |
| Nền tảng dòng thông thường (mặt đất) |                                         |                                                  |
| 1                                    | ■Tuyến tàu nhanh Ōu                     | Cho Aomori                                       |
| 2                                    | ■Tuyến tàu nhanh Ōu                     | Cho Hỉosaki・Akita                               |
| 11-14                                | ■Tōhoku Shinkansen ■Hokkaido Shinkansen | Cho Shin-Hakodate-Hokuto・Morioka・Sendai・Tokyo |

## Bên cạnh
Công ty đường sắt Đông Nhật Bản (JR East)
■Tuyến tàu nhanh Ōu
Limited express
Ga Hirosaki - Ga Shin-Aomori - Ga Aomori
Express・Local
Ga Tsugaru-Shinjō - Ga Shin-Aomori - Ga Aomori
■Tōhoku Shinkansen
Ga Shichinohe-Towada - Ga Shin-Aomori
Công ty đường sắt Hokkaido (JR Hokkaido)
■Hokkaido Shinkansen
Ga Shin-Aomori - Ga Okutsugaru-Imabetsu

## Liên kết bên ngoài
- JR East Ga Tokyo

Bản mẫu:Tuyến tàu nhanh Ōu